# Julius Schnorr von Carolsfeld
Julius Schnorr von Carolsfeld (26. března 1794 Lipsko – 24. května 1872 Drážďany) byl německý romantický malíř a kreslíř, představitel nazarénského slohu, který vznikl v Římě mezi lety 1808-1820.

## Život a působení
Nejprve studoval u svého otce, malíře a grafika, ředitele lipské Akademie, a oba jeho bratři byli také malíři. Navštěvoval Tomášskou školu v Lipsku a od roku 1811 studoval na vídeňské akademii, odkud v předchozím roce odešel Friedrich Overbeck. Sblížil se zde s dalšími malíři a byl přijat do Spolku svatého Lukáše, který chtěl obnovit křesťanské umění podle starých italských vzorů. V roce 1818 podnikl cestu do Říma, zde spolupracoval s nazarény, jako byl Friedrich Overbeck a Peter von Cornelius. V Římě se podílel na výzdobě Villa Massimi, která ho proslavila. Roku 1826 odešel na pozvání bavorského krále Ludvíka I. do Mnichova, kde se stal profesorem na Akademii a pracoval pro královský dvůr. V letech 1827-1867 vyzdobil pět sálů paláce Ludvíka I. pověstmi o Niebelunzích. Roku 1846 byl jmenován profesorem v Drážďanech a ředitelem tamější galerie. V letech 1851-1860 vytvořil 240 dřevorytů jako ilustrací k Bibli, které měly neobyčejný úspěch a stal se tak - vedle G. Doré - nejznámějším ilustrátorem Bible v 19. století. Navrhoval také okna pro katedrálu svatého Pavla v Londýně a další.

Schnorr von Carolsfeld maloval krajiny, velké náboženské a historické fresky a byl také vynikající kreslíř. Jeho díla se vyznačují technickou dokonalostí, ale trpí jistou ztrnulostí a často i nedokonalou kompozicí. Jeho monumentální obrazy dnes nejsou příliš ceněny, zanechal však řadu pozoruhodných krajin a několik barevně jemných portrétů (Klara Bianka von Quant, Národní galerie v Berlíně). Největší sbírka jeho obrazů je v Galerii nových mistrů v Drážďanech.

## Fotogalerie

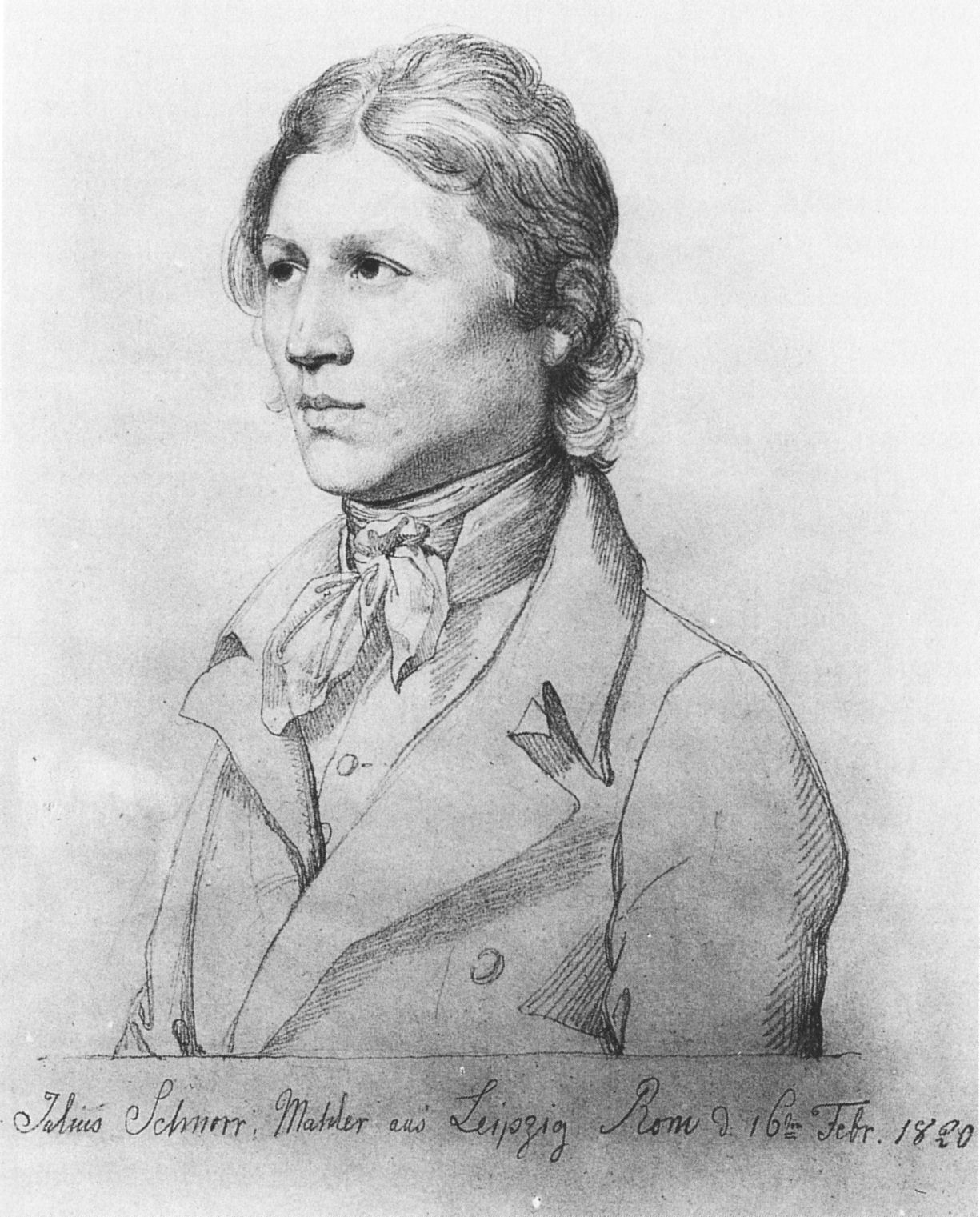
Julius Schnorr: Autoportrét (1820)
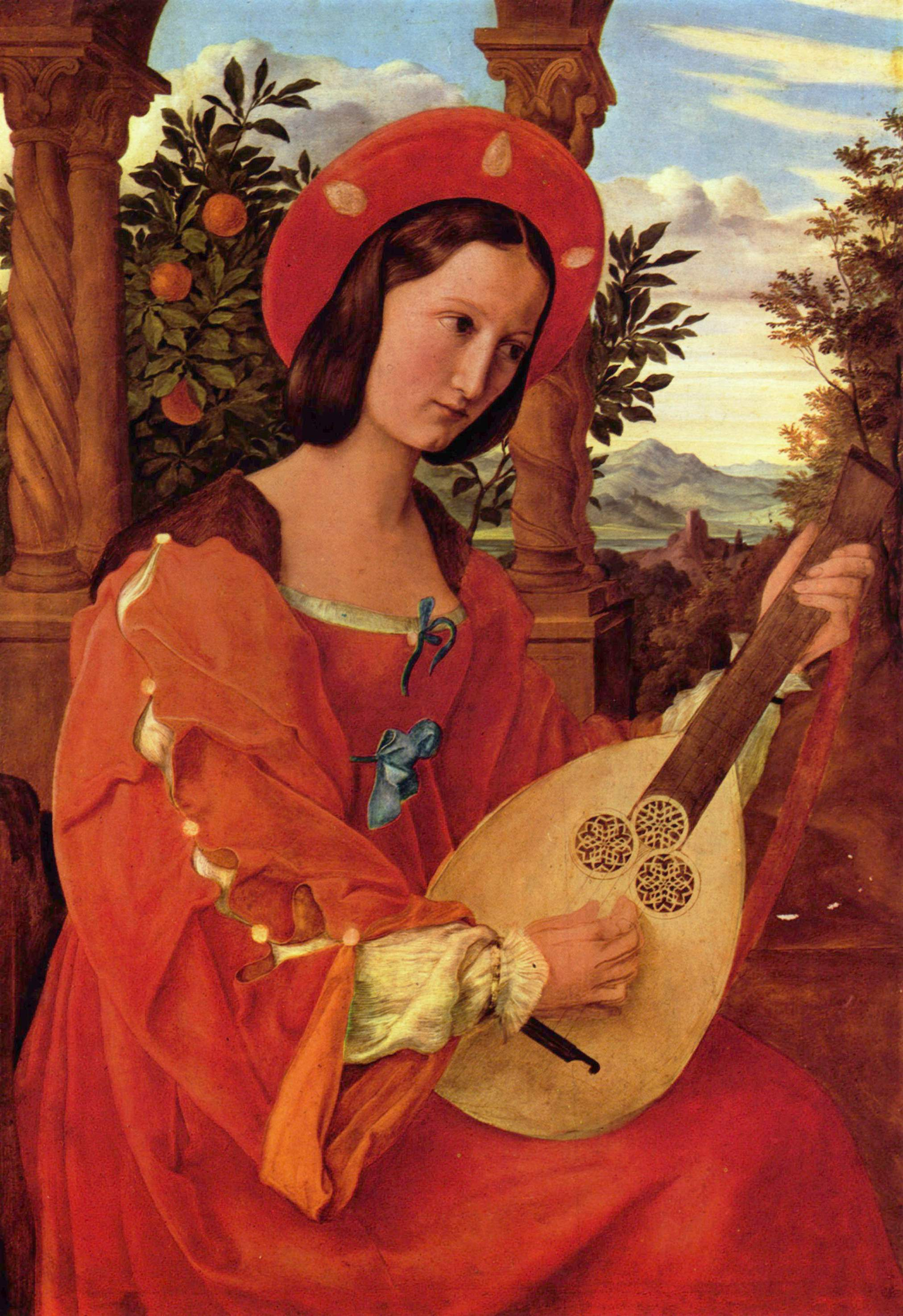
Julius Schnorr: Klara Bianka von Quandt (1820)
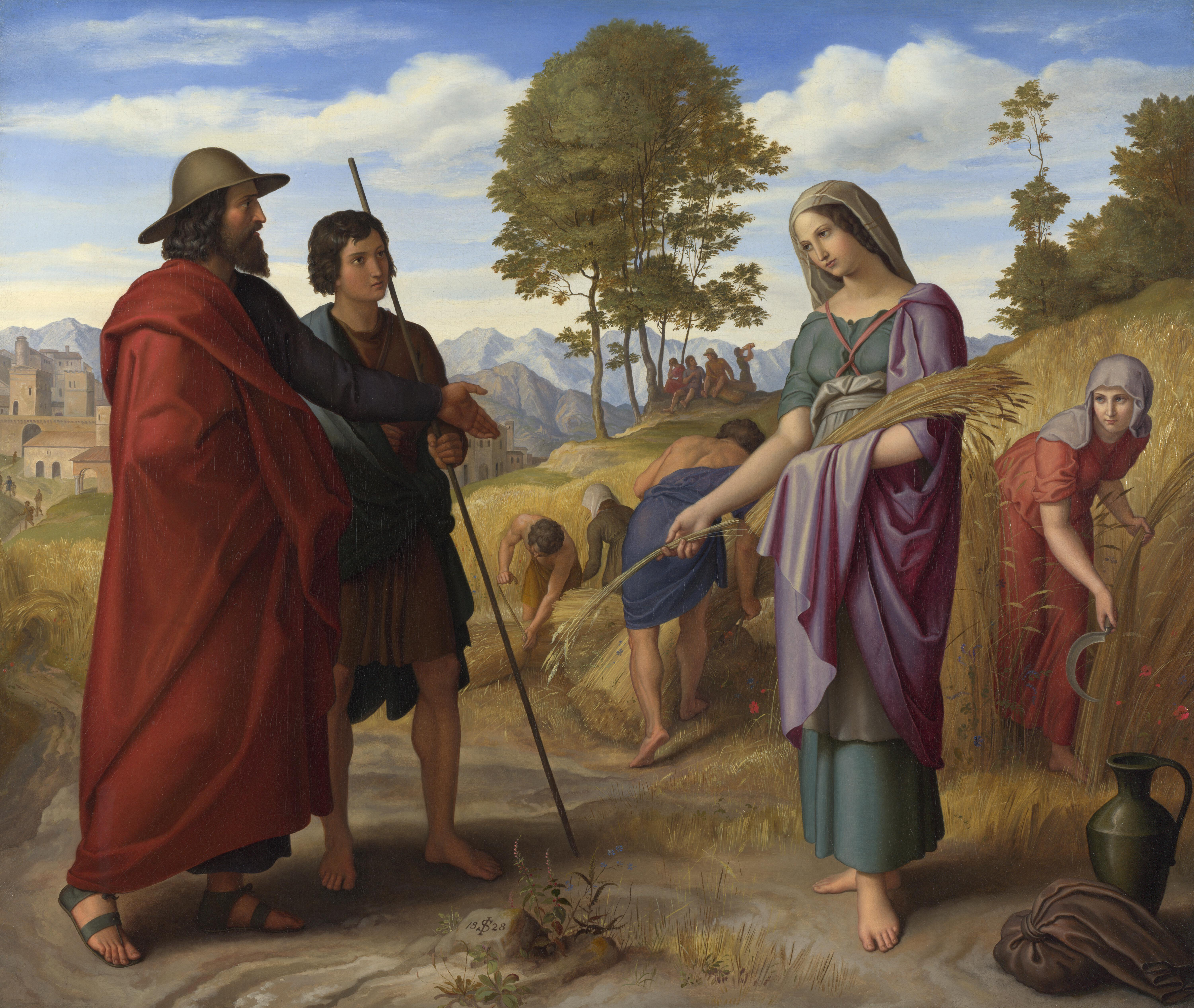
Julius Schnorr: Rút se setkává s Boazem